# Porsche 695
Porsche 695 var en prototyp från Porsche som senare utvecklades till Porsche 911. Prototypen togs fram redan 1961. Den främre delen påminner mycket om 911, men bakdelen är något annorlunda. Porsche 695 utvecklades från Porsche 356 av Ferdinand Alexander Porsche. Den har en toppfart på 200 km/h